# リュシアン・シモン
リュシアン・ジョゼフ・シモン（フランス語: Lucien Joseph Simon, 1861年7月18日 - 1945年10月13日）はフランスの画家、版画家である。

## 略歴
パリで生まれた。商人や法律家の多い家系で父親は医師であった。エコール・ポリテクニークに学ぶが、学位を得た後、兵役に就き、そこで画家の ジョルジュ・デヴァリエール（George Desvallières:1861-1950)と友人となり、美術の道に進むことになった。ジュール・ディディエ（Jules Didier:1831-1914)のスタディオで学び、1881年から1885年の間、私立の美術学校、アカデミー・ジュリアンでトニー・ロベール＝フルーリーやウィリアム・アドルフ・ブグローらに学んだ。
1881年に初めて、フランス芸術家協会の展覧会（サロン・ド・パリ）に出展し、1885年から継続的に出展した。国民美術協会の展覧会にも出展した。オランダへ旅し、17世紀のオランダ巨匠、フランス・ハルスの影響を受けた。1890年に国民美術協会の会員となった。
1890年に画家、アンドレ・ドーシェの姉で、肖像画家でもあったジャンヌ・ドーシェと結婚した。ブルターニュ地方のドーシェ家の別荘にしばしば滞在し、ブルターニュ風景を描くようになった。1901年に夫妻はブルターニュのコンブリ近くに家を買った。
1895年にポスト印象派の画家、シャルル・コッテと出会い、「バンド・ノワール」（Bande noire または "Nubians"）と呼ばれる暗い色調の絵画を描く画家グループがつくられることになった。シモン、アンドレ・ドーシェ、ルネ＝グザヴィエ・プリネ（René-Xavier Prinet）、エドモン＝フランソワ・アマン＝ジャン（Edmond Aman-Jean）、エミール＝ルネ・メナール（René Ménard）らがメンバーとされる。
1902年からカタルニア画家、クラウディオ・カステルッチョらが モンパルナスに開いたグランド・ショミエール芸術学校（Académie de la Grande Chaumière）でスイスの女性画家、ステトラー（Martha Stettler）らと最初の教師となり、共同校長も務めた。アカデミー・コラロッシでも教え、個人教師も行った。1923年から1929年の間はパリ国立高等美術学校で教えた。1937年からはパリのジャックマール＝アンドレ美術館の館長も務めた。「ミュンヘン分離派」と呼ばれるミュンヘン造形芸術家協会の会員にもなった。

## 作品
- 「Kergaïtでの食事の後」 (1901)
- 「夜のアトリエ」 (1904)
- 「海藻取り」 (1924)
- 「突風」(プーシキン美術館所蔵)
- 「サン＝タンヌ・ラ・パリュの祭りの行進」
- ポスター

## シモンの教えた芸術家 (一部)
- ルドルフ・グロスマン(1881-1941)
- カイ・ニールセン(1886-1956)
- 潘玉良(1895-1977)
- アドルフ・ムーロン・カッサンドル(1901-1968)
- ルシアン・フォンタナローザ(1912-1975)
- アムリタ・シェール＝ギル(1913-1941)